# Catopsis pisiformis
Espèce
Catopsis pisiformis est une espèce de plantes à fleurs de la famille des Bromeliaceae. C'est une plante tropicale endémique du Panama.

## Distribution
L'espèce est endémique du Panama.